# Lanopila
Lanopila is een geslacht van schimmels uit de familie van de Agaricaceae. De typesoort is Lanopila wahlbergii. Later is deze soort overgezet naar het geslacht Langermannia als Langermannia wahlbergii.

## Soorten
Volgens Index Fungorum telt het geslacht zeven soorten:
| Soortnaam            | Auteur(s)          | Publicatiejaar |
| -------------------- | ------------------ | -------------- |
| Lanopila argentina   | Speg.              | 1881           |
| Lanopila guaranitica | Speg.              | 1891           |
| Lanopila nipponica   | Kawam. ex Kobayasi | 1976           |
| Lanopila radloffiana | Verwoerd           | 1925           |
| Lanopila stuppea     | (Berk.) De Toni    | 1888           |
| Lanopila tabacina    | (Sacc.) De Toni    | 1888           |
| Lanopila yukonensis  | Lloyd              | 1923           |